# Guatapé (rijeka)
Guatapé je rijeka u Kolumbiji, pritoka rijeke Samaná Norte. Pripada porječju rijeke Magdalene.
Na rijeci se nalaze hidroelektrane Jaguas (170 MW), Las Playas (204 MW) i San Carlos (1240 MW).